# Aragua Fútbol Club
El Aragua Fútbol Club es club de fútbol profesional con sede en la ciudad de Maracay, Venezuela actualmente juega en la Segunda División de Venezuela y dispuesta sus partidos como local en Estadio Olímpico Hermanos Ghersi Páez, que cuenta con una capacidad de 12 000 espectadores.
Fue fundado el 20 de agosto de 2002 por un grupo de empresarios aragüeños. 
Entre sus logros a nivel nacional destaca el campeonato de Segunda División conseguido en 2004-05, y la Copa Venezuela en su edición de 2007; mientras que a nivel internacional destacan tres participaciones en la Copa Sudamericana —2008, 2020 y 2021—.
En el plano deportivo el equipo «aurirrojo» mantiene una rivalidad con el Carabobo —con el que disputa el «clásico del centro»—.

## Historia

### Fundación y primeros años
En agosto del año 2002, un grupo varios amigos y fanáticos del fútbol comienzan a reunirse para buscar la posibilidad de hacer un equipo que representara al estado Aragua en el fútbol nacional. El ingeniero Marlon Sánchez encabeza la primera directiva que inicia la tarea de organizar la gestión, Sánchez, encomienda la tarea de desarrollar un proyecto futbolístico para optar entrar en la Segunda División, el proyecto lo lleva a cabo el arquitecto Octavio May y su esposa Rocío de May. La pareja conformada por Octavio y Rocío, comienzan a recopilar los datos y reclutar a los jugadores que quisieran participar vistiendo los colores del estado Aragua, en pocos días se corrió la historia que estaban buscando jugadores para jugar al fútbol.
No había pasado mucho tiempo cuando se sumaron al proyecto unos jóvenes empresarios aragüeños, seguidos por el deseo de aportarle al estado Aragua un club que los pudiese representar en un futuro en la primera división del fútbol nacional. Estos empresarios fueron Carlos Herrera, Víctor Dos Santos, Sante Truant, Rafael Piscitelli y Pablo Figueroa. El ingreso a segunda división del Aragua se dio luego de que el Galicia de Aragua descendiera a dicha categoría, desaparece y su cupo es adquirido por una nueva franquicia en 2002. El primer presidente de dicha entidad fue Víctor Dos Santos. 
El club juega su primer partido oficial el 30 de octubre de 2002 en el estadio La Gran Parada Macarao en Caracas, con motivo del inicio del Torneo Apertura de Segunda División. El rival es el Caracas "B" —filial del Caracas—, al que vencen por 1:0 con un gol de Jean Guel, quien se convertiría en el primer jugador en anotar un gol oficial con el club. Este campeonato de segunda división lo disputaron en condición de local en los estadios Hermanos Ghersi Páez, Giuseppe Antonelli y en el estadio Héroes de San Mateo, utilizando un uniforme «blanquiazul» compuesto de azul y blanco. 
Luego de tres años en Segunda División, logran obtener el título de campeones en la temporada 2004-05, título conseguido de la mano del técnico Rafael Santana, quien venía de quedar campeón en la misma división con la Unión Deportiva Marítimo en la campaña anterior. Víctor Rivero, Felipe Ximenes, Carlos Delgado, Frank Domínguez, Josue Santana, Ronald Gutiérrez, Walter Aguilar, Enrique García, Freddy Segovia, Heatklif Castillo, Jackson Mijares, Eduardo Váldez, Alberto Menseguez, Carlos Sánchez, Arnold Urdaneta, César González, Freddy Reyes, Deivi Infante, Álvaro Pavón y Edwin Quintero, fueron jugadores que aportaron a la consecución del título. Desde ese momento se mantiene en Primera División.

### Incursión en primera

En su estancia en primera división el club adoptó los colores de la bandera del estado Aragua.

En 2005 realiza su primera aparición en la Primera División durante en la temporada 2005-06, debutando en el Apertura 2005 frente a Trujillanos el 5 de agosto con un empate sin goles en condición de local. Posteriormente, el primer gol del equipo en dicha categoría lo realizó Rafael Mea Vitali en un partido donde los «aurrirojos» consiguieron su primera victoria en la categoría al vencer 2:1 al Monagas.
A pesar de un buen arranque en el Apertura 2005 —5.ª posición— El club culminó 6.° en el Clausura 2006, y finalmente se ubicó en la misma posición en la tabla acumulada con 47 puntos, siendo catalogado como el equipo revelación del balompié nacional. Durante esta campaña el portero Renny Vega es convocado por el seleccionador nacional Richard Páez para un partido amistoso ante Colombia, siendo así el primer llamado que recibe un jugador del conjunto «aurirrojo» a la selección nacional de Venezuela.
Antes del inicio de la temporada 2006-07, el club realizó una pretemporada en España y Portugal, siendo esta la primera pretemporada fuera del país. Dicha temporada finalizó con una discreta participación del club al ocupar la 8.ª posición en la tabla acumulada. Entre algunas notas, durante el Clausura 2007, el club fue representado en diversos eventos, ya que durante el Sudamericano Sub-20 de 2007 celebrado en Paraguay, Luigi Erazo se convirtió en el primer jugador del club en vestir la elástica nacional en las categorías menores.

### Los sitiales de honor y lucha en la mitad de la tabla

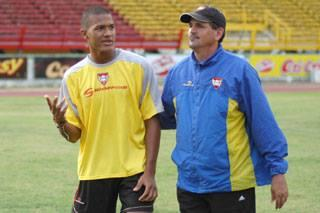
Salomón Rondón, quién más tarde sería galardonado con el premio a mejor juvenil de Primera División, en un entrenamiento junto al técnico Wilmer Ceballos.

La temporada 2007-08 siguió la misma tónica que la campaña anterior, sin embargo, el club logra ganar en su debut la Copa Venezuela por primera vez en su historia, tras batir en la final al Unión Atlético Maracaibo. Dicha hazaña les valió el derecho de participar en la Copa Sudamericana 2008. La temporada culminaría con Salomón Rondón ganando el premio al Juvenil del Año, siendo la primera vez que un jugador del club consigue tal distinción.
Tras lograr quedar campeón de la Copa Venezuela 2007, el club quedó emparejado con las Chivas de Guadalajara de México en la Copa Sudamericana. El 27 de agosto de 2008 se disputó en el Hermanos Ghersi Páez el primer partido continental en la historia de la ciudad de Maracay, correspondiente a la Primera fase de la Copa Sudamericana 2008. Aragua cayó 1:2 con goles de Sergio Santana y Sergio Ávila, mientras que por los locales descontó el delantero Heatklif Castillo. En la vuelta el Aragua consiguió un empate 1:1, quedando eliminado de la compentición dejando un marcador global de 3-2.
La temporada 2008-09 fue una de las peores del club, y en las últimas fechas logró salvar la categoría al finalizar en la 13.ª posición. A pesar de ello, Heatkilff Castillo —junto con Daniel Arismendi— culminaría como el máximo goleador del torneo tras anotar en 17 ocasiones. La siguiente temporada —2009-10— no fue muy distinta a la anterior ya que ocupó en 11.° puesto. La campaña 2010-11 trajo consigo un nuevo formato de clasificación a las competencias internacionales y esta vez al club le bastó el 8.° lugar en la tabla acumulada para medirse ante Yaracuyanos en la Serie Sudamericana, no obstante, cayeron 3:0 en San Felipe en la ida, y empataron sin goles en la vuelta para así despedirse del torneo. La temporada 2011-12 no fue la excepción, y tras un 9.° lugar, cayeron nuevamente ante Yaracuyanos en la Serie Sudamericana.
En cambio, en la temporada 2012-13 —10.° lugar— lograron por primera vez pasar de la primera llave de la Serie Sudamericana al vencer Llaneros de Guanare; no obstante, cayeron en la segunda y última llave ante Mineros de Guayana. 2013-14 fue prácticamente un calco de la temporada anterior —10.° lugar—, ya que tras vencer en la primera llave al Atlético Venezuela, cayeron derrotados con un 6:1 global ante Trujillanos en la segunda llave de la Serie Pre-Sudamericana. A su vez, en esa misma temporada perdieron en semifinales de la Copa Venezuela 2013 ante el Caracas. La suerte no los acompañó en la edición posterior, ya que pese a alcanzar un 7.° lugar en la temporada 2014-15, cayeron derrotados en la Serie Pre-Sudamericana ante su rival Carabobo; 
Pese a que en el Torneo de Adecuación de 2015 consiguieran una de las mejores campañas del club —5.ª posición—, no lograron el cupo a la Copa Sudamericana tras caer ante Deportivo La Guaira en la segunda llave de la Serie Pre-Sudamericana. La temporada 2016 supuso el fin del sistema de llaves de la Serie Pre-Sudamericana, el club siguió ocupando los puestos de mitad de tabla al finalizar en la 11.ª posición en 2016 y 13.° tanto en 2017 como en 2018. Aun así, llegó a la final de Copa Venezuela de ese año donde cayó derrotado con marcador global de 3:1 ante el Zulia.

### Regreso a las competiciones continentales y descenso
La temporada 2019 sería distinta ya que el club logró finalizar en la 5.ª posición —pese a que la FIFA acabó por descontar tres puntos como castigo por el impago de honorarios a algunos jugadores—, logrando así el cupo a la Copa Sudamericana 2020, además de la mejor participación del club en su historia con 16 victorias, 12 empates y 9 derrotas. En su regreso a la competición continental, no pudo superar la primera fase tras caer ante el club chileno Coquimbo Unido por 3:1 en el global.
Pese a las complicaciones durante la temporada 2020 debido a la pandemia del COVID-19, el club nuevamente aseguró su pase a la Copa Sudamericana tras finalizar 3.° en su grupo. En esta nueva aparición en la cita continental, vencieron en la fase preliminar a Mineros de Guayana y fueron incluidos en el Grupo H de la Copa Sudamericana 2021 junto a Grêmio, Lanús y La Equidad, consiguiendo únicamente un punto producto de un empate ante Lanús, y además, recibiendo el peor resultado de su historia tras caer 0:8 ante Grêmio en Porto Alegre.
En la temporada 2022 realizaría su peor temporada en su historia en Primera División, ya que por primera vez —y tras 18 temporadas consecutivas— perdería la categoría, tras perder en la penúltima fecha del torneo ante Hermanos Colmenárez por 4:1, lo cual lo dejaba con 21 puntos, 6 por detrás de Universidad Central a falta de una fecha por disputar.
A raíz del descenso y de problemas económicos, el club comunicó el 2 de marzo de 2023 que no iba a jugar la temporada 2023 de la Segunda División debido a que solicitaron un plazo de un torneo mientras se restablecen institucionalmente. Igualmente las categorías menores y femenina siguieron jugando.

### Regreso a competiciones
El 9 de marzo de 2024, el Aragua Fútbol Club anunció oficialmente su regreso al fútbol profesional venezolano, confirmando su participación en la temporada 2024 de la segunda división de Venezuela, la Liga Futve 2. A través de un comunicado en redes sociales. Esta fue la primera vez desde la temporada 2004-05 que el equipo compitió en la segunda división, temporada en la que lograron consagrarse campeones.

## Cronología de movilidad interdivisional
| - 2002-2005 Segunda División (L2) - 2005-2022 Primera División (L1) - 2024-act. Segunda División (L2) |

 L1 = Máxima categoría del Sistema de ligas de fútbol de Venezuela; L2 = Segunda categoría del sistema de ligas de fútbol de Venezuela

## Indumentaria
Desde sus inicios, los colores que han identificado al club son el amarillo y el rojo, tomados de la bandera del estado Aragua. No obstante, utilizaron el blanco y azul en sus uniformes —que curiosamente coincidían con los colores del Deportivo Galicia—.
Entre los proveedores que han vestido al club se encuentran Topper (2005-07), Skyros (2007-09), Bommer (2009-12), Uhlsport (2012-13), Legea (2013-15), New Arrival (2016-17), Saeta (2017-22) y RS hasta el año 2022. A partir de la temporada 2025 es proveido por la marca nacional Lions. 
Actualmente, los colores amarillo y rojo de sus indumentarias son todo un símbolo de la institución. A lo largo de casi toda su historia, Aragua ha tenido uniformes titulares de color «aurirrojo», pero ha tenido algunas variaciones en short y medias. En la actualidad el uniforme es preferentemente todo de color amarillo con detalles en rojo.
```
Características del uniforme Temporada 2025:
```

- Uniforme titular: Camiseta amarilla con detalles rojos, pantalón amarillo con detalles rojos y medias amarillas.
- Uniforme alterno: Camiseta negra con detalles dorados, pantalón negro y medias negras.
- Uniforme alterno: Camiseta negra con detalles azul, pantalón y medias negras.

| 2002 |  | (Ver evolución) | presente |

## Instalaciones

### Estadio

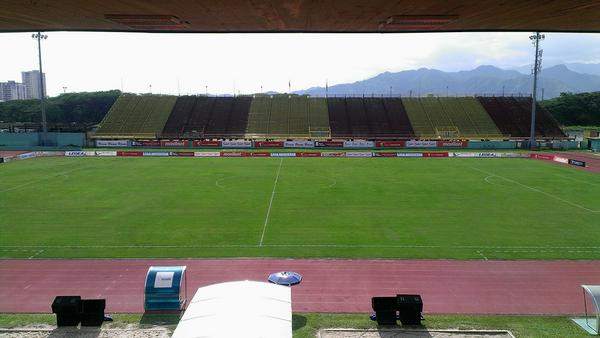
Vista del estadio Hermanos Ghersi.

El estadio Olímpico Hermanos Ghersi Páez se encuentra ubicado en la ciudad de Maracay, en las adyacencias del parque Santos Michelena, y es el estadio donde el club disputa sus partidos como local. Tiene una capacidad de 12 000 espéctadores y fue inaugurado en 1964.
El recinto lleva su nombre en honor al quinteto de hermanos compuesto por Agustín, Diógenes, Félix, Antonio Andrés y José Ramón Ghersi Páez, impulsadores de la práctica del fútbol en el estado, siendo todos ellos integrantes de la selección de Venezuela entre los años 1960 y 1970.
A su vez, el club también ha disputado partidos en el estadio Giuseppe Antonelli —recinto inaugurado en 1992—.

## Datos del club
- Fundación: 20 de agosto de 2002.
- Puesto histórico: 16.°[23]
- Temporadas en Primera División: 18 (2005-06 - 2022).
- Temporadas en Segunda División: 4 (2002-03 - 2004-05, 2024).
- Mayor victoria: 7:1 ante Aragua de Maturín (Apertura 2003 de 2.° Div).
- Mayor derrota: 8:0 ante Grêmio (Copa Sudamericana 2021).
- Partidos con más goles: Unión Lara 6:4 Aragua (Apertura 2007).[24]
- Mejor puesto en tabla acumulada: 5.° (2015 y 2019).
- Peor puesto en tabla acumulada: 16.° (2022).
- Mejor participación internacional: Fase de grupos (Copa Sudamericana 2021).
- Máximo goleador: Jesús Lugo (49 goles en competiciones oficiales).

## Distinciones Individuales

### Máximo Goleadores Históricos
| #    | Nombre             | Goles |
| ---- | ------------------ | ----- |
| 1.º  | Jesús Lugo         | 44    |
| 2.º  | Alexander Rondón   | 37    |
| 3.º  | Juan García        | 26    |
| 4.º  | Heatkliff Castillo | 25    |
| 5.º  | Felipe Ximenez     | 23    |
| 6.º  | Néstor Bareiro     | 22    |
| 7.º  | Ángel Chourio      | 19    |
| 8.º  | Jarol Herrera      | 16    |
| 9.º  | Wuiswell Isea      | 16    |
| 10.º | Carlos Delgado     | 10    |

#### Goleadores en campeonatos nacionales
| Año                                   | Jugador            | Goles |
| ------------------------------------- | ------------------ | ----- |
| Primera División de Venezuela 2008/09 | Heatkliff Castillo | 17    |

### Juvenil del año
- Jesús Lugo: (Primera División de Venezuela 2009-10)
- Edanyilber Navas: (Primera División de Venezuela 2019)

### Jugadores con más apariciones
La siguiente tabla muestra todos las apariciones en partidos oficiales con el primer equipo del Aragua. Además de los partidos de liga esta incluye todos los partidos en las competiciones nacionales e internacionales. No incluye apariciones en partidos amistosos.
Actualizado el 5 de enero de 2023.
     En activo.      En activo con el club.
| Apariciones | Apariciones       | Apariciones              | Apariciones |
| ----------- | ----------------- | ------------------------ | ----------- |
| 1           | Jesús Lugo        | 2008–2017 2019           | 263         |
| 2           | Orlando Peraza    | 2008–2019                | 257         |
| 3           | Francisco Fajardo | 2007–2012 2015–2018      | 169         |
| 4           | Jackson López     | 2007–2018                | 138         |
| 5           | Ángel Chourio     | 2006–2008 2015–2016 2022 | 131         |
| 6           | Yhonatann Yustiz  | 2017–2021                | 124         |
| 7           | Alexander Rondón  | 2011–2014                | 109         |
| 8           | Jackson Mijares   | 2017–2021                | 108         |
| 9           | Orlando Montanari | 2004–2009                | 106         |
| 9           | Ángel Agnello     | 2008–2014                | 106         |

### Jugadores destacados que pasaron por la institución
```
 
Jesús Lugo

 
Ángel Chourio

 
Yhonathan Yustiz

 
Alexander Rondón

 
Heatkliff Castillo

 
Salomón Rondón

 
Renny Vega

 
Armando Maita

 
David McIntosh

 
Rafael Arace

 
José Torres

 
Néstor Bareiro

 
Rafa Ponzo

 
Matías Arce

 
Orlando Peraza
 

 
Wuiswell Isea

 
Luis Felipe Chará

 
Tulio Etchemaite

 
Alfredo Ramúa

 
Yoimer Segovia

 
Javier Villafráz

 
Gerzon Chacón

 
Daniel Febles

 
Jorge Alberto Rojas

 
Miguel Mea Vitali

 
Rafael Mea Vitali

 
Edanyilber Navas

 
Jesús Meza

 
Jaime Bustamante

 
Hermes Palomino

 
José Romo

 
Járol Herrera

 
Alex Comas

 
Luciano Pons

 
Alfredo Stephens
```

## Entrenadores
El Aragua Fútbol Club ha tenido, contando a su actual técnico, un total de 21 entrenadores de fútbol a lo largo de su historia. El primer entrenador que tuvo el club fue el venezolano Víctor Rodríguez, que dirigió al equipo únicamente en el primer partido oficial del club.

## Seguidores
La participación del Aclub en la máxima categoría del balompié nacional fue durante un tiempo un éxito sin precedentes. Desde su incursión en primera, fue respaldado por una entusiasta masa de fanáticos, sobrepasando las expectativas de los propios dirigentes del conjunto, haciendo que el estadio Olímpico Hermanos Ghersi Páez albergara un promedio de tres o cuatro mil espectadores. La fanaticada creció rápidamente tras algunos buenos resultados que consiguió un club recién salido de segunda división. Es así como desde sus inicios el amarillo y rojo ha llegado a teñir gran parte de los 12 000 asientos que posee el estadio Olímpico Hermanos Ghersi Páez.
La fanaticada, conocida como «Barra Vikingos»; está integrada por los frentes «23 de Enero», «Zona Sur»,  «Cagua Aurirroja», entre otros, siendo autores de que se tiña de amarillo y rojo e inunde de cánticos, música y pancartas las gradas del estadio semana a semana.

## Palmarés

### Torneos nacionales
Nota: en negrita competiciones vigentes en la actualidad.
| Competición nacional              | Títulos | Subcampeonatos |
| --------------------------------- | ------- | -------------- |
|                                   |         |                |
| Segunda División de Venezuela (1) | 2004-05 |                |
| Copa Venezuela (1/1)              | 2007.   | 2018.          |